# Ray William Johnson
Ray William Johnson (Oklahoma City, 14 agosto 1981) è un attore, comico e youtuber statunitense, meglio conosciuto per la sua serie su YouTube Equals Three, in cui commenta video virali.
Da settembre 2011 fino a gennaio 2013, quando è stato superato da Smosh, RayWilliamJohnson è stato il canale più sottoscritto su YouTube, con oltre 6 milioni di iscritti, e più di 2 miliardi di visualizzazioni.

## Formazione
Ray William Johnson si è diplomato presso la Norman North High School in Oklahoma nel 1999. In un'intervista al Wall Street Journal, Johnson dice che ha studiato alla Columbia University, mentre studiava legge in Columbia, Johnson ha iniziato la sua serie, "Equals Three".

## Progetti attuali

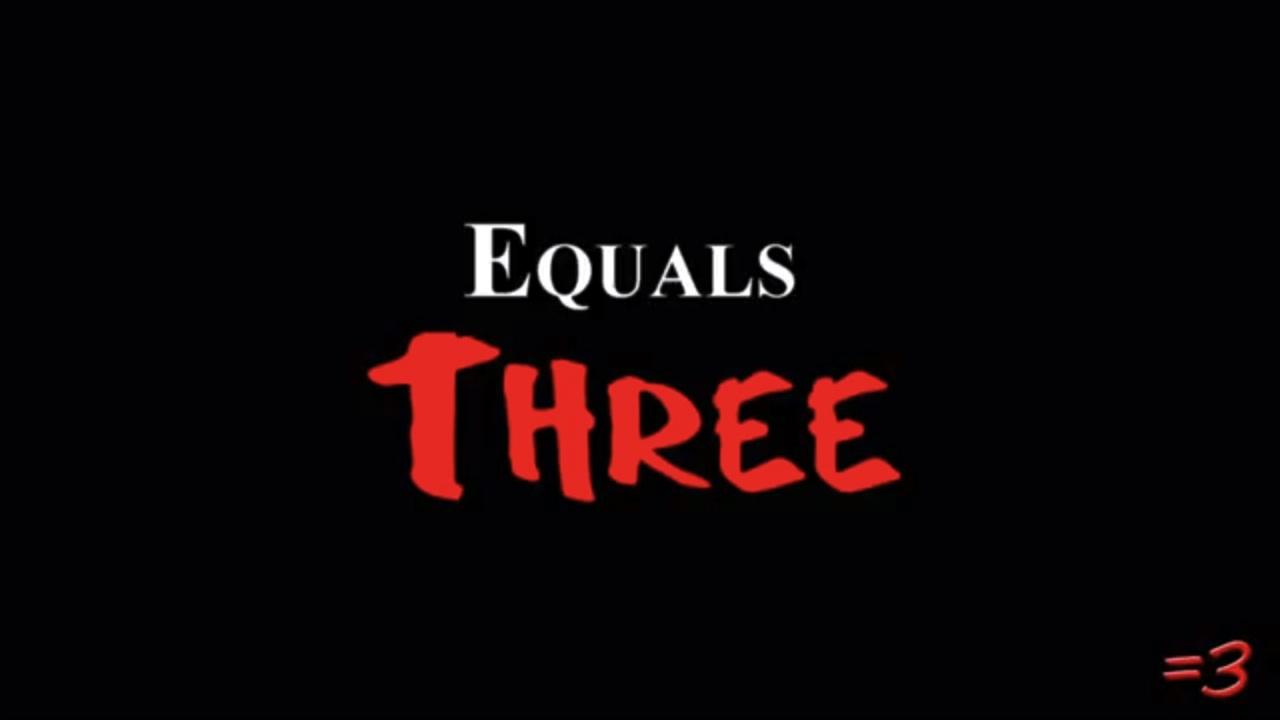
Equals Three

### Equals Three
In Equals Three, Ray William Johnson recensisce, critica, e commenta video virali presenti su internet, gli episodi di "Equals Three" di solito sono caricati sul suo canale ogni martedì e venerdì. In questi episodi, Johnson interagisce con il suo pubblico. "Equals Three" era il canale più sottoscritto su YouTube fino a gennaio 2013 (poi superato dagli smosh), con oltre 5 milioni di abbonati fino ad oggi, ed è stato riconosciuto al Guinness World Records. Grazie alla loro popolarità, gli episodi di "Equals Three" ottengono sempre diversi milioni di visualizzazioni in una settimana.

### Your Favorite Martian
Nel gennaio del 2011, Johnson ha lanciato un canale YouTube chiamato "YourFavoriteMartian", qui carica video musicali. Le canzoni sono eseguite da una band virtuale composta da quattro cartoni animati inventati: PuffPuff Humbert (voce, doppiato da Johnson), DeeJay (giradischi), Catene Axel (batteria), e Benatar (voce, chitarra). Johnson scrive i testi, canta, compone battiti, e collabora spesso con altri musicisti per produrre le canzoni.
Ad oggi, Johnson ha pubblicato 34 brani originali, 1 remix e 9 cover. Da maggio 2008, il canale ha oltre 14 milioni di iscritti, questo lo rende uno dei canali più sottoscritti su YouTube, e oltre 8 miliardi di visualizzazioni video.

## Controversie
Nel corso degli anni Ray William Johnson è stato accusato più volte di aver abusato del sistema di copyright di YouTube. Uno dei casi più famosi è quello in cui ha tentato di togliere un video realizzato dallo YouTuber Hooverr all'inizio del 2019, "Ray William Johnson Thinks He Can Sing". Quando Hooverr ha parlato della questione, ha fatto sì che alcune persone chiamassero Ray in causa. All'epoca, Ray era solito colpire i video che utilizzavano spezzoni dei suoi video su YouTube. Prende di mira soprattutto i canali più piccoli, per cui è raro che venga chiamato in causa.
Ha anche creato alcuni video di disinformazione sulla legale età del consenso in paesi stranieri al di fuori dell'America, 2 solo nell'ottobre 2023 incentrati su Thailandia e Italia, e precedenti come questo si sono già dimostrati pericolosi, come commentato anche da un utente italiano che ha accusato Ray sotto i suddetti video su YouTube Shorts di essere pericolosamente sprovveduto, ignorante e imperialista.